# Добринка (Урюпинский район)
Добринка — станица в Урюпинском районе Волгоградской области России, административный центр Добринского сельского поселения.
Основана в XVIII веке. Расположена на правом берегу Хопра в 17 км к западу от города Урюпинска. В станице имеется муниципальное бюджетное общеобразовательное учреждение «Добринский лицей».
Население — 1883 (2010)

## История
Станица основана как казачий городок Добринский по одним сведениям в 1704 году, по другим в 1779 году. Первоначально Добринский городок находился в дремучем, девственном лесу на левом берегу реки Хопёр, в пойме между Хопром и озёрами. В весеннее половодье Добринский городок часто затопляло, и тогда казаки порешили переселиться на правый берег Хопра в устье небольшой реки Безымяновки. В 1779 году на новом месте построен храм Михаила Архангела, который простоял 63 года. В 1842 году его разобрали, а новый храм, кирпичный, построили в другом месте, на склоне горы (разобран в 1932 году).
Казаки станицы Добринской участвовали в восстаниях Кондратия Булавина, Степана Разина и Емельяна Пугачёва. Станица относилась к Хопёрскому округу Земли Войска Донского (с 1870 — Область Войска Донского). В 1859 году в станице Добринской имелось 282 двора, православная Архангельская церковь, каменоломни для выделки мукомольных жерновов, проживало 431 душа мужского и 357 душа женского пола. В 1897 году в станичный юрт входило 20 хуторов, население юрта составляло около 7500 человек. Согласно алфавитному списку населённых мест Области Войска Донского 1915 года в станице имелось станичное и хуторское правление, церковь, приходское училище, женское церковно-приходское училище, земельный надел станицы составлял 2385 десятин, насчитывалось 290 дворов, в которых проживало 728 мужчин и 723 женщины.
С 1928 года — в составе Урюпинского района Хопёрского округа (упразднён в 1930 году) Нижне-Волжского края (с 1934 года — Сталинградского края) С 1935 года — административный центр Добринского района Сталинградского края (с 1936 года Сталинградской области, с 1954 по 1957 год район входил в состав Балашовской области). В 1963 году в связи с упразднением Добринского района станица Добринка включена в состав Урюпинского района.

## География
Станица находится в лесостепи, в пределах Калачской возвышенности, на правом берегу реки Хопёр, при балке Безымянке. Рельеф местности холмистый. К югу от станицы расположена гора Песчаная. Центр станицы расположен на высоте около 90 метров над уровнем моря. В районе станицы сохранились островки леса. Почвы — чернозёмы обыкновенные.
Автомобильной дорогой станица связана с региональной автодорогой Урюпинск — Нехаевская (5 км). По автомобильным дорогам расстояние до районного центра города Урюпинска составляет 17 км, до областного центра города Волгоград — 350 км.
Климат
Климат умеренный континентальный (согласно классификации климатов Кёппена — Dfb). Находится станица в 200 км к югу от среднего значения климато- и ветро- разделяющей оси Воейкова. Многолетняя норма осадков — 480 мм. В течение города количество выпадающих атмосферных осадков распределяется относительно равномерно: наибольшее количество осадков выпадает в мае и июне — 51 мм, наименьшее в марте — 27 мм. Среднегодовая температура положительная и составляет + 6,8 °С, средняя температура самого холодного месяца января −9,0 °С, самого жаркого месяца июля +21,5 °С.
Часовой пояс
Добринка, как и вся Волгоградская область, находится в часовой зоне МСК (московское время). Смещение применяемого времени относительно UTC составляет +3:00.

## Население
Динамика численности населения по годам:
| 1859 | 1873 | 1897 | 1915 | 1939 | 1959 | 1989  | 2002 |
| ---- | ---- | ---- | ---- | ---- | ---- | ----- | ---- |
| 788  | 1188 | 1607 | 1461 | 2184 | 2287 | ≈2200 | 1840 |

| 1959 | 2010  |
| ---- | ----- |
| 2287 | ↘1883 |